# BATTLE☆DISH//
『BATTLE☆DISH//』（バトルディッシュ）は、2014年1月10日から3月14日まで毎週金曜日20:30 - 21:00に、TOKYO MX他で放送されたテレビ番組。BS11では毎週土曜日22：00 - 22:30に放送されていた。
『バトルDISH//』と表記される場合もある。

## 概要
武道館を目指すDISH//の4人が己を磨き上げ、更なる高みを目指していくため、ドラマにバラエティ、ドキュメンタリーなど、様々なことに挑戦する。
ドラマでは本格アクションに挑戦し、バラエティではステージパフォーマンスの極意を人から学び、一流のエンターテイナーとしての研鑽を積み重ねていく。

## ドラマ

### あらすじ
ヤンキー高校の学園祭でライブをすることになったDISH//。
ライブ中、不良たちに邪魔をされ乱闘騒ぎになってしまう。
不良たちに叩きのめされ、大切な楽器も壊されて意気消沈する4人だったが、
夢の舞台への思いは諦められず、DISH//の挑戦が始まる。

### サブタイトル
- 第1話　ヤンキー
- 第2話　マフィア
- 第3話　西部劇（主演：MASAKI）
- 第4話　カンフー（主演：RYUJI）
- 第5話　ゾンビ（主演：To-i）
- 第6話　侍（主演：TAKUMI）
- 第7話　コンバット
- 第8話　地底怪獣グドン
- 第9話　vs DISH//
- 第10話　with //er

## バラエティ
- 『モノマネでお客様の心を掴もう！』（ゲスト：ホリ）
- 『ドラマチックなパフォーマンスを学ぼう！』（ゲスト：小沢一敬（スピードワゴン））
- 『1ミニッツ選手権』
- 『CD店にオリジナルコーナーを作れ！』
- 『DISH//の常識クイズ！！』

## スタッフ
- ナレーター - 市川展丈
- 監督 - Yuki Saito
- 脚本 - 高山なおき、佃良太
- 音楽 - 成田勤
- 主題歌 - DISH//「FREAK SHOW」（Sony Records）
- 撮影 - 豊田実（JSC）
- 照明 - 橋本克之
- 美術 - 津留啓亮
- 編集 - オムニバスジャパン
- 音響効果 - 寺本篤史
- アクション監督 - 鈴村正樹
- ドキュメンタリー - SHOGO
- オープニングアニメーション - 奥山正次（デキサ）
- 助監督 - 石井千晴、齋藤和裕
- 制作担当 - 篠宮隆浩

- ブレーン（バラエティ） - 松本憲一
- ディレクター（バラエティ） - 竹田真
- 構成（バラエティ） - 丹羽周、木林森

- 制作プロデューサー - 熱田和哉
- 協力プロデューサー - 笹山正勝（MXエンターテイメント）、禱映
- プロデューサー - 藤下リョウジ(スターダストプロモーション)、菅谷 憲(スターダスト音楽出版)、加藤伸崇（SDP）、有賀達也（タッチプランニング）
- エグゼクティブプロデューサー - 細野義朗(スターダストプロモーション)

- 制作プロダクション - SDP、タッチプランニング
- 制作著作 - スターダスト音楽出版、ローソンHMVエンタテイメント

## 関連商品

### DVD、Blu-ray
- BATTLE☆DISH// VOL.1 （2014年7月16日発売、スターダスト音楽出版）
- BATTLE☆DISH// VOL.2 （2014年12月17日発売、スターダスト音楽出版）
- BATTLE☆DISH// VOL.3 （2014年12月17日発売、スターダスト音楽出版）
- BATTLE☆DISH// VOL.4 （2014年12月17日発売、スターダスト音楽出版）